# Championnat de Roumanie de rugby à XV 2011
Navigation
SuperLiga 2010 SuperLiga 2012
Le championnat de Roumanie de rugby à XV 2011 ou SuperLiga 2011 est 97e édition de la compétition qui se déroule du 26 mars au 26 novembre 2011. Elle oppose les huit meilleures équipes de Roumanie. Le tenant du titre, le CSM Baia Mare, s'impose en finale contre le RC Steaua Bucarest.

## Liste des équipes en compétition
La compétition oppose pour la saison 2010-2011 les huit meilleures équipes roumaines de rugby à XV :
| - CSU Aurel Vlaicu Arad - CSM Baia Mare - CSM Bucarest - Dinamo Bucarest | - RCJ Farul Constanța - RC Steaua Bucarest - RCM Timisoara - CS Universitatea Cluj-Napoca |

## Résumé des résultats

### Classement de la phase régulière
| Rang | Club                         | J  | V  | N | D  | Bo | Bd | Pm  | Pe  | Diff | Pts |
| ---- | ---------------------------- | -- | -- | - | -- | -- | -- | --- | --- | ---- | --- |
| 1    | CSM Baia Mare (T)            | 14 | 12 | 0 | 2  | 11 | 0  | 601 | 163 | +438 | 59  |
| 2    | RC Steaua Bucarest           | 14 | 12 | 0 | 2  | 6  | 0  | 435 | 220 | +215 | 54  |
| 3    | RCJ Farul Constanța          | 14 | 10 | 0 | 4  | 4  | 2  | 497 | 283 | +214 | 46  |
| 4    | Timișoara Saracens           | 14 | 9  | 0 | 5  | 8  | 3  | 515 | 255 | +260 | 47  |
| 5    | Dinamo Bucarest              | 14 | 6  | 1 | 7  | 4  | 0  | 335 | 348 | -13  | 30  |
| 6    | CSM Bucarest                 | 14 | 4  | 1 | 9  | 2  | 2  | 313 | 430 | -117 | 22  |
| 7    | CS Universitatea Cluj-Napoca | 14 | 1  | 0 | 13 | 1  | 1  | 172 | 595 | -423 | 6   |
| 8    | CSU Aurel Vlaicu Arad        | 14 | 1  | 0 | 13 | 1  | 0  | 88  | 680 | -592 | 5   |

|  | Qualifiés pour la phase finale (no 1, no 2, no 3, no 4). |
|  | Relégué (no 8).                                          |
|  | T : tenant du titre 2010                                 |

Attribution des points : victoire sur tapis vert : 5, victoire : 4, match nul : 2, défaite : 0, forfait : -2 ; plus les bonus (offensif : 4 essais marqués ; défensif : défaite par 7 points d'écart maximum).
Règles de classement : ?

### Phase finale
Les quatre premiers de la phase régulière sont qualifiés pour les demi-finales. L'équipe classée première affronte à domicile celle classée quatrième alors que la seconde reçoit la troisième.
|  | Demi-finales                                        | Demi-finales           |                        |    | Finale                                              | Finale                                              |
|  | Demi-finales                                        | Demi-finales           |                        |    | Finale                                              | Finale                                              |
|  |                                                     |                        |                        |    |                                                     |                                                     |
|  | 6 novembre 2011                                     | 6 novembre 2011        |                        |    | 26 novembre 2011 au Stade Arcul de Triumf, Bucarest | 26 novembre 2011 au Stade Arcul de Triumf, Bucarest |
|  | 6 novembre 2011                                     | 6 novembre 2011        |                        |    | 26 novembre 2011 au Stade Arcul de Triumf, Bucarest | 26 novembre 2011 au Stade Arcul de Triumf, Bucarest |
|  | [1] CSM Baia Mare                                   | 24                     |                        |    | 26 novembre 2011 au Stade Arcul de Triumf, Bucarest | 26 novembre 2011 au Stade Arcul de Triumf, Bucarest |
|  | [1] CSM Baia Mare                                   | 24                     |                        |    | 26 novembre 2011 au Stade Arcul de Triumf, Bucarest | 26 novembre 2011 au Stade Arcul de Triumf, Bucarest |
|  | [4] RCM Timisoara                                   | 22                     |                        |    | 26 novembre 2011 au Stade Arcul de Triumf, Bucarest | 26 novembre 2011 au Stade Arcul de Triumf, Bucarest |
|  | [4] RCM Timisoara                                   | 22                     | [1] CSM Baia Mare      | 24 |                                                     |                                                     |
|  | 5 novembre 2011                                     |                        | [1] CSM Baia Mare      | 24 |                                                     |                                                     |
|  |                                                     | [2] RC Steaua Bucarest | 12                     |    |                                                     |                                                     |
|  | [2] RC Steaua Bucarest                              | [2] RC Steaua Bucarest | 12                     | 33 |                                                     |                                                     |
|  | [2] RC Steaua Bucarest                              |                        |                        | 33 |                                                     |                                                     |
|  | [3] FC Farul Constanța                              | 27                     |                        |    |                                                     |                                                     |
|  | [3] FC Farul Constanța                              | 27                     | Match pour la 3e place |    |                                                     |                                                     |
|  |                                                     |                        |                        |    |                                                     |                                                     |
|  | 26 novembre 2011 au Stade Arcul de Triumf, Bucarest |                        |                        |    |                                                     |                                                     |
|  |                                                     |                        |                        |    |                                                     |                                                     |
|  | [3] FC Farul Constanța                              | 11                     |                        |    |                                                     |                                                     |
|  | [3] FC Farul Constanța                              | 11                     |                        |    |                                                     |                                                     |
|  | [4] RCM Timisoara                                   | 15                     |                        |    |                                                     |                                                     |
|  | [4] RCM Timisoara                                   | 15                     |                        |    |                                                     |                                                     |

## Résultats détaillés

### Phase régulière

#### Tableau synthétique des résultats
L'équipe qui reçoit est indiquée dans la colonne de gauche.
| Clubs                 | AVA | BAI | BUC | DIN | FAR | STE | TIM | UCN |
| --------------------- | --- | --- | --- | --- | --- | --- | --- | --- |
| CSU Aurel Vlaicu Arad |     | -   | -   | -   | -   | -   | -   | -   |
| CSM Baia Mare         | -   |     | -   | -   | -   | -   | -   | -   |
| CSM Bucarest          | -   | -   |     | -   | -   | -   | -   | -   |
| Dinamo Bucarest       | -   | -   | -   |     | -   | -   | -   | -   |
| FC Farul Constanța    | -   | -   | -   | -   |     | -   | -   | -   |
| RC Steaua Bucarest    | -   | -   | -   | -   | -   |     | -   | -   |
| RCM Timisoara         | -   | -   | -   | -   | -   | -   |     | -   |
| Universitatea Cluj    | -   | -   | -   | -   | -   | -   | -   |     |

|  | Victoire à domicile |  | Match nul |  | Défaite à domicile |

#### Détail des résultats
Les points marqués par chaque équipe sont inscrits dans les colonnes centrales (3-4) alors que les essais marqués sont donnés dans les colonnes latérales (1-6). Les points de bonus sont symbolisés par une bordure bleue pour les bonus offensifs (quatre essais ou plus marqués), orange pour les bonus défensifs (défaite avec au plus sept points d'écart), rouge si les deux bonus sont cumulés.

### Phase finale

#### Match pour la troisième place
| 26 novembre 2011 15 h 00 | FC Farul Constanța                                        | 11 – 15 (8 – 9) | RCM Timisoara                                     | Stade Arcul de Triumf, Bucarest |
| 26 novembre 2011 15 h 00 | Essai(s) : Mc Grath (32e) Pénalité(s) : Howard (28e, 44e) |                 | Pénalité(s) : Calafeteanu (3e, 8e, 15e, 57e, 60e) | Stade Arcul de Triumf, Bucarest |
| 26 novembre 2011 15 h 00 |                                                           |                 |                                                   | Stade Arcul de Triumf, Bucarest |

#### Finale
| 26 novembre 2011 17 h 00 | CSM Baia Mare | 24 – 12 (16 – 12) | RC Steaua Bucarest                       | Stade Arcul de Triumf, Bucarest |
| 26 novembre 2011 17 h 00 | Essai(s) : Dinis (17e), Macovei (53e) Transformation(s) : Dimofte (18e) Pénalité(s) : Dimofte (9e, 29e, 38e, 67e) |                   | Pénalité(s) : Vlaicu (3e, 14e, 26e, 32e) | Stade Arcul de Triumf, Bucarest |
| 26 novembre 2011 17 h 00 | |                   |                                          | Stade Arcul de Triumf, Bucarest |

## Statistiques

### Meilleurs réalisateurs
| Rang | Joueur               | Club          | Position      | Points | Essais | Transf. | Pén. | Drops |
| ---- | -------------------- | ------------- | ------------- | ------ | ------ | ------- | ---- | ----- |
| 1    | Valentin Calafeteanu | RCM Timisoara | Demi de mêlée | 196    | ?      | ?       | ?    | ?     |
| 2    | Ionuț Dimofte        | CSM Baia Mare | Arrière       | 157    | ?      | ?       | ?    | ?     |
| 3    | Florea Ionuț         | CSM Bucarest  | Arrière       | 111    | ?      | ?       | ?    | ?     |

### Meilleurs marqueurs
| Rang | Joueur          | Club          | Position | Essais |
| ---- | --------------- | ------------- | -------- | ------ |
| 1    | Madalin Lemnaru | RCM Timisoara | Ailier   | 27     |
| 2    |                 |               |          | 0      |
| 3    |                 |               |          | 0      |